# Балтійський прайд
Балтійський прайд (англ. Baltic Pride) є щорічною культурно-масовою ЛГБТ-подією, яка з 2009 року почергово проходить у балтійських столицях — Таллінні, Ризі та Вільнюсі. Балтійський прайд декларує боротьбу за «вільне та дбайливе суспільство, де всі мають гарне та безпечне життя, незалежно від сексуальності, гендерної ідентичності та самовираження». Фестиваль, будучи потужним рушієм змін у публічній політиці стосовно ЛГБТ в країнах Балтії, ставить наголос на проблемах ЛГБТ-спільноти, її правового стану та толерантності в суспільстві загалом.
У жовтні 2008 року представники ЛГБТ країн Балтії спільно вирішили у м. Сігулда, що в майбутньому буде організовуватись на ротаційній основі спільний Балтійський прайд-фестиваль. Організаторами заходів виступили Естонська спілка ЛГБТ (ест. Eesti LGBT Ühing), Мозаїка (латис. Mozaīka) та Литовська ґей-асоціація (лит. Asociacija Lietuvos gėjų lyga).

Лоґо Baltic Pride (до 2016 р.), переплетення трьох прапорів — Естонії, Латвії та Литви

## Заходи, що передували Балтійському прайду

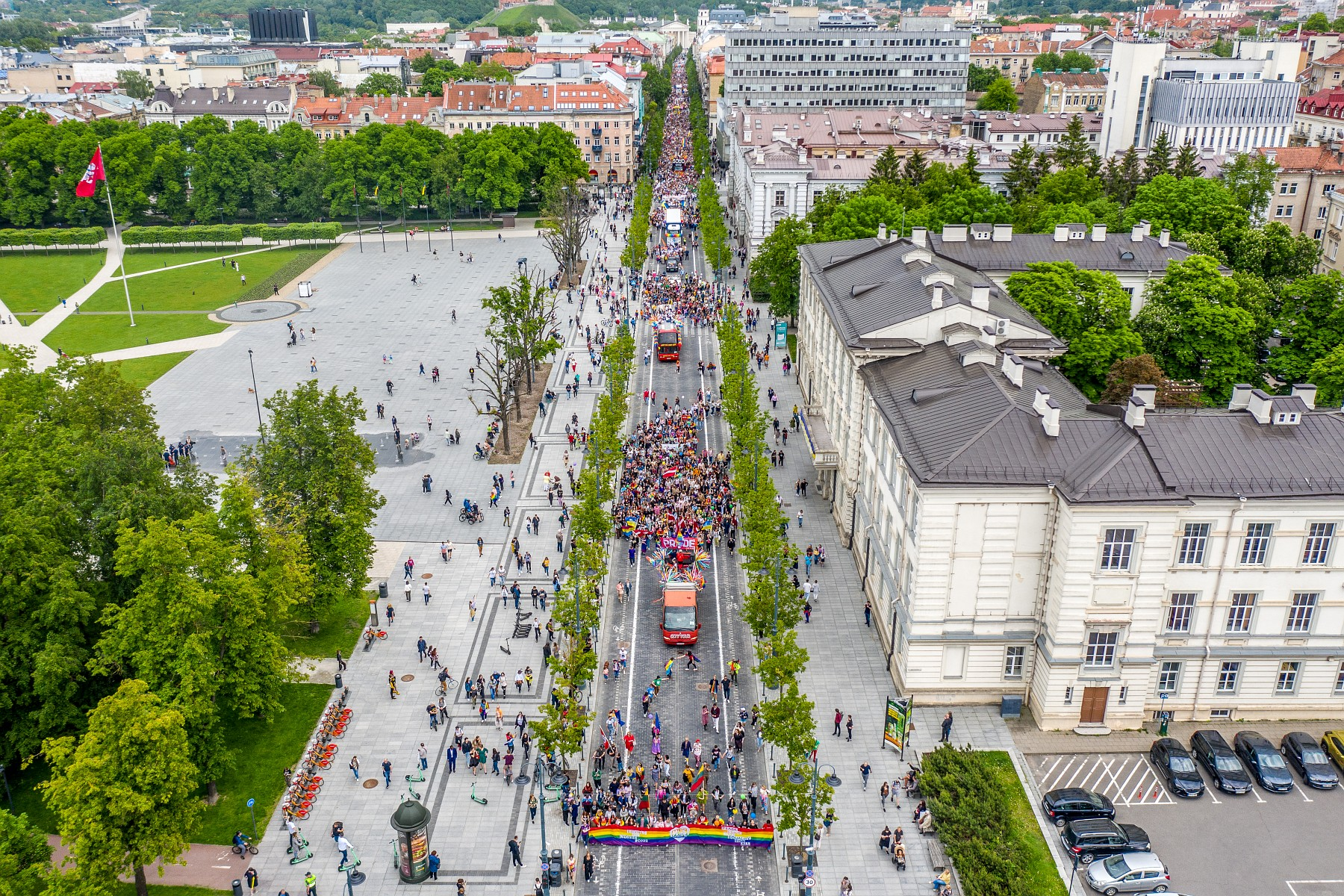
Baltic Pride 2022

### Естонія
Хоч гомосексуальна субкультура існувала на теренах Естонії навіть за радянської доби, можливості для її легального розвитку з'явились тільки на початку 1990-х років, одночасно з відновленням незалежності країни. На 2003 рік припадає перша спроба ЛГБТ-спільноти вийти на вулиці за зразком шведського прайду. 2004 року естонські ЛГБТ-активісти і активістки об'єднались у Ґей-лесбі інфоцентр (ест. Gei ja Lesbi Infokeskus), а 12-15 серпня 2004 року відбулась перша подія щорічної серії, яка згодом увійде до «Baltic Pride». Культурні тижні ЛГБТ разом з ходою проходили з 2004 по 2007 рік. Традиція перервалась 2007 року, зокрема, з міркувань безпеки.

### Латвія
На початку липня 2005 Латвійська група підтримки гейовської та лесбійської молоді (латис. Latvijas geju un lesbiešu jaunatnes atbalsta grupa) отримала дозвіл мера м. Рига (латис. Rīgas pilsētas izpilddirektors) на організацію Прайд-маршу ЛГБТ у Старому місті 23 липня 2005. За два дні до події, 20 липня 2005 року міська рада анулювала цей дозвіл, мотивуючи це неможливістю створити безпечні умови. Однак причини лежали у політичній площині — Латиська Перша партія (латис. Latvijas Pirmā Partija), погрози заворушень від радикально-націоналістичного Клубу 415 (латис. Klubs 415) та від Союзу національних сил (латис. Nacionālā Spēka savienība), а також звернення прем'єр-міністра Латвії про неприпустимість параду сексуальних меншин у центрі столиці поруч з Кафедральним собором вплинули на зміну рішення міської влади. Того ж дня організатори прайду направили скаргу на дії мера Ріги до районного адміністративного суду та отримали наступного дня рішення про скасування заборони через її суперечність законові та очевидно дискримінаційний характер.
2005 року в Ризі відбулась перша латвійська ЛГБТ-хода «Riga Pride», у якій взяли участь приблизно 70 осіб. Разом з тим, хода перетворилась на жорстоке побиття, коли процесію атакували приблизно 3000 противників. Опоненти прайду спочатку кидали помідори та яйця, після чого напали на учасників прайду попри присутність поліції. Латиська ЛГБТ-спільнота, їхні сім'ї та союзники саме після цієї події заснували громадську організацію «Мозаїка» з метою протистояти гомофобії та покращувати ситуацію з правами людини для ЛГБТ у Латвії.
З 2006 року з ходою в межах Рига-Прайду почали пов'язуватися інші заходи, а вся подія мала офіційну назву «Riga Pride and Friendship Days». Ці правозахисні акції також зазнавали нападів гомофобних протестувальників. До 2008 року прайди супроводжувалися численними протестами, насильством та неодноразовими спробами влади їх скасувати.
Думки ЛГБТ-спільноти Латвії розділились по відношенню до прайду. У лютому 2007-го опитування 537 ЛГБТ, проведене ILGA-Latvija, показало, що 82 % респондентів не підтримували планований «Riga Pride and Friendship Days 2007», тоді як тільки 7 % вважали, що ці події могли б допомогти у просуванні толерантності щодо сексуальних меншин.

### Литва
З 16 по 26 травня 2007 року у Вільнюсі відбулася перша в литовській історії прайд-подія, Rainbow days, яка була присвячена Міжнародному дню проти гомофобії. Програма заходів включала прес-конференцію біля Сейму, семінар «Гомофобія: причини і наслідки», дискусії з питань прав людини, низку культурних заходів, живу бібліотеку і вечірку. Кульмінацією стало розгортання найбільшого в Литві веселкового прапора (30 м завдовжки) на Площі Незалежности.

## Балтійські прайди

### 2009: Рига

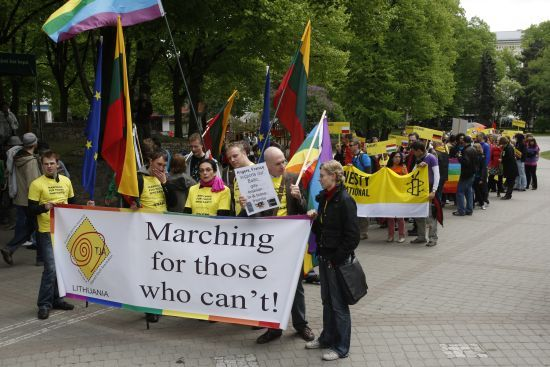
Прайд-хода в Ризі (17 травня 2009)

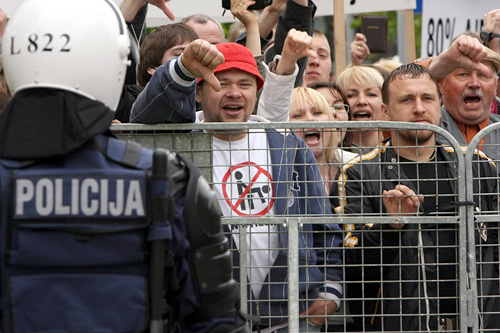
Опоненти прайд-ходи в Ризі (17 травня 2009)

16-17 травня 2009 року в межах Першого фестивалю «Baltic Pride» відбулись два семінари, політичні дебати та показ кінофільмів. ЛГБТ-парад, який було передбачено графіком фестивалю, відбувся у Верманському парку (латис. Vērmanes dārzs) в центрі Риги. У ході взяли участь близько 600 осіб. Парад пройшов під сильною поліцейською охороною без серйозних інцидентів. Хоч уперше в Ризі учасників ходи не транспортували з району прайду на поліцейському автобусі з міркувань безпеки, не було також нападів чи цькувань. Разом з тим, учасників ходи протягом всього маршруту супроводжували плакати гомофобних протестувальників, яких налічувалось близько 400, та їхні підбурювання до фізичного насильства.
Ризька міська рада вирішила анулювати дозвіл на проведення прайду, оскільки, на її думку, марш був «образливим для суспільної пристойності та загрозою громадській безпеці». Amnesty International вкрай критично поставилась до рішення міської ради: «Ухвалене рішення суперечить законам Латвії та порушує право ЛГБТ-людей в країнах Балтії на свободу вираження поглядів та мирне зібрання». Рішення оскаржено в суді, який скасував рішення міської влади та дозволив ходу центром міста.

### 2010: Вільнюс
5-9 травня 2010 року у Вільнюсі відбувся перший в історії Литви прайд, що включав публічну ходу. Заходи прайд-програми, будучи на той час у центрі уваги литовських медій, привернули увагу до дискримінації за ознакою сексуальної орієнтації та на причини і наслідки гомофобії, актуалізували у суспільній свідомості питання сприйняття «нормальності».
Фестиваль включав культурні та соціальні заходи: виставки, кінофестиваль та конференцію на тему «Права людини проти страху та забобонів». У ході взяли участь близько 500 осіб, зокрема два члени литовського парламенту. Сам парад пройшов без серйозних інцидентів, але поліції довелося застосувати силу проти опонентів прайду, які намагалися прорватися до колони. Один поліцейський та один журналіст отримали поранення. Опоненти прайду вигукували образи та кидали в учасників прайду каміння і пляшки. Парад супроводжували від 1000 до 2000 протестувальників та 600 поліцейських.
На початку фестивального тижня литовський нижній суд на звернення мерії Вільнюсу ухвалив рішення зупинити парад з міркувань безпеки. Президент Даля Грибаускайте виступила з жорсткою критикою цього рішення. Суд вищого рівня не погодився з рішенням нижчого суду. Суд заявив, що держава повинна гарантувати своїм громадянам право на мирні зібрання. Цим правом користуються також меншини, які можуть мати непопулярні ідеології (за місяць до параду понад 70 % опитаних литовців виступили проти). Суд підкреслив, що можливі негативні наслідки цього права не є достатньою підставою для скасування ходи.

### 2011: Таллінн
6-11 червня 2011 року в межах Талліннського Baltic Pride'у відбувся OMA Festival, програма якого включала ЛГБТ-кінопрограму, концерти, виставки, семінари, вечірки та спортивні заходи. Також проведено конференцію «Різноманітність збагачує» (ест. Erinevus rikastab), яка зосередилась на сексуальности людей різного віку. Тиждень завершився концертом просто неба у кварталі «Rotermann». Програма прайду не містила ходи вулицями Таллінна.
Фестиваль підтримали посольства кількох країн (зокрема США) у Естонії. Окрему позицію висловила Католицька церква в Естонії:
| «Ми боремось проти дискримінації, адже коли ми поважаємо цінність кожної людини, ми людину захищаємо і ставимось до неї як до цінності, не зважаючи на те, чи це чоловік або жінка, громадянин ЄС чи приїжджий. Повага до цінності людини не означає та не вимагає прийняття чи схвалення кожної її думки, бажання чи манери поведінки. Власне тому християнське послання є найкращою основою для справжньої боротьби з дискримінацією» Оригінальний текст (ест.) «Me võitleme diskrimineerimise vastu siis, kui me respekteerime iga inimese väärikust, kui me inimest kaitseme ja kohtleme teda väärikalt, olgu ta mees või naine, Euroopa Liidu kodanik või sisserändaja. Inimese väärikuse respekteerimine ei tähenda ega nõua iga mõtte, soovi või käitumisviisi heakskiitmist ega omaksvõtmist. Seetõttu on kristlik sõnum kõige parem alus reaalseks võitluseks diskrimineerimise vastu» |
Відповідно до результатів моніторингу громадської думки Естонії стосовно ЛГБТ-проблематики у 2012 році серед естономовного населення країни 22 % стикались з гомосексуальними людьми, тоді як серед російськомовного населення 13 %. Серед естономовного населення була більша, ніж серед російськомовного частка тих, хто в цілому приймає гомосексуальність. Разом з тим, більша частина опитаних висловила негативні почуття стосовно гей-прайдів.

### 2012: Рига
26 квітня 2012 року Комітет з безпеки, порядку та профілактики корупції (латис. Drošības, kārtības un korupcijas novēršanas jautājumu komiteja) Ризької міської ради підтримав пропозицію, розроблену Янісом Смітсом (латис. Janis Smits, який крім участі в управлінні діяльністю міськради був також головою Колегії християнських громад та головою неприбуткової організації «No Pride»), змінити Правила громадського порядку в Ризі так, щоби заборонити «пропаганду гомосексуальності». Юридичне управління Ризької міської ради кваліфікувало цю заборону як порушення прав людини відповідно до Ст. 10 Європейської конвенції з прав людини, а також Ст. 100 Конституції Латвії, які визначають, що кожен має право виражати свою думку вільно. Мер Риги не включив ці правки до порядку денного засідання міської ради. Разом з тим, омбудсмен повідомив, що ані він, ані його персонал не будуть брати участь у заходах Baltic Pride 2012 попри те, що він отримав офіційне запрошення від Мозаїки.
З 28 травня по 3 червня 2012 року прайд відбувся за програмою, яка включала семінари, воркшопи та кінопоказ. Головною подією фестивалю став ЛГБТ-хода в центрі Риги, у якій взяло участь приблизно 400 людей. Хода пройшла без серйозних інцидентів. Після параду відбувся мітинг «Голосування за права людини» у Верманському парку. Серед інших у фестивалі взяли участь міністр закордонних справ Латвії Едгар Рінкевичс, міністр соціальних справ Ілзе Хенхеле та мер Риги Нілс Ушаковс. Ульріке Луначек, прес-секретар Робочої групи Європейського парламенту з прав ЛГБТ, прокоментувала фестиваль у Латвії: «Високий рівень участі та присутність двох міністрів була безпрецедентною. Шість років тому нам, учасникам параду, довелося сховатися в готелі через те, що поліція не змогла або не схотіла захистити нас від радикальних протестувальників, які вийшли на вулицю».

### 2013: Вільнюс
Прайд-тиждень у Вільнюсі (13-31 червня 2013) включав виставку ЛГБТ-історії Литви, вечір поезії, міжнародну конференцію з прав людини, кінофестиваль, воркшопи, фотовиставки та вечірки. Кульмінацією фестивалю стала хода на проспекті Гедімінаса, у якій взяли участь приблизно 1000 людей, в тому числі кілька депутатів Європейського парламенту та два члени парламенту Литви. Парад відбувся без значних інцидентів (заарештовано 30 право-консервативних протестувальників). Ульріке Луначек, співголова Робочої групи з прав ЛГБТ Європейського парламенту, згодом написала: «Якщо не брати до уваги кілька кинутих яєць та одного пораненого поліцейського, то ситуація в Литві, безсумнівно, покращилася».
Мер Вільнюса Артурас Зуокас (лит. Artūras Zuokas) намагався не допустити ходи в центрі міста, посилаючись на неможливість гарантувати безпеку для учасників. Два суди вирішили, що міська влада Вільнюса порушила права організаторів та учасників мирного зібрання, заборонивши парад. Але навіть після цього міська влада намагалася заборонити парад в центрі міста. Amnesty International висловила обурення такою позицією Вільнюської мерії.
Один із інцидентів під час прайд-ходи являє собою окремий інтерес з огляду на події 2020 року. Депутат литовського Сейму Петрас Ґражуліс (лит. Petras Gražulis) намагався на чолі противників прайду прорватись до ЛГБТ-колони, вигукуючи «За Литву, мужики!» (лит. už Lietuvą, vyrai!) та був затриманий поліцейськими. 2 грудня 2020 року під час засідання Комітету з культури Сейму, яке відбувалось у віртуальному просторі через епідемію COVID-19, Ґражуліс під'єднуючись з дому, увімкнув камеру, яка показала оголеного чоловіка за його спиною (13:45, трансляція засідання  [Архівовано 19 грудня 2020 у Wayback Machine.]). Пізніше цього оголеного чоловіка було ідентифіковано як одного з помічників депутата.

### 2014: Таллінн
2-8 липня 2014 року в Таллінні і Тарту в межах Балтійського прайду відбувся черговий OMA-фестиваль, темою якого стали гасла «Виходь!» (ест. Astu välja!) і «Виходь за дбайливе суспільство!» (ест. Astu välja hooliva ühiskonna eest!). Кожен день події був присвячений певній темі: історія, здоров'я, політика, особистість, камінг-аут та сім'я. Фестиваль включав виступи, майстер-класи, дискусії, читацькі групи, виставки тощо. У кінотеатрі «Artis» відбувся тиждень фільму «Різноманітність збагачує», в межах якого уперше продемонстровано документальний фільм Вагура Лайапеа (ест. Vahur Laiapea) «Це саме я» (ест. See olengi mina) про життя двох одностатевих пар. Кульмінацією фестивалю став концерт просто неба перед кінотеатром «Sõprus». OMA Festival підтримано Естонською радою азартних ігор (ест. Hasartmängumaksu Nõukogu), посольствами Канади, США, Нідерландів, Інститутом з прав людини при Талліннському технічному університеті, Європейським союзом, Соціальними міністерством Естонії та іншими фізичними і юридичними особами.
Під час фестивалю спікер естонського парламенту Ейкі Нестор (ест. Eiki Nestor) запросив його організаторів і партнерів на прийом до Білої зали Рійгікогу. У той час парламент розглядав законопроєкт про реєстроване цивільне партнерство (який пізніше став законом) і висловлюються думки про те, що саме Балтійський прайд найбільше вплинув на те, щоби це питання було внесене в порядок денний парламенту.

### 2015: Рига

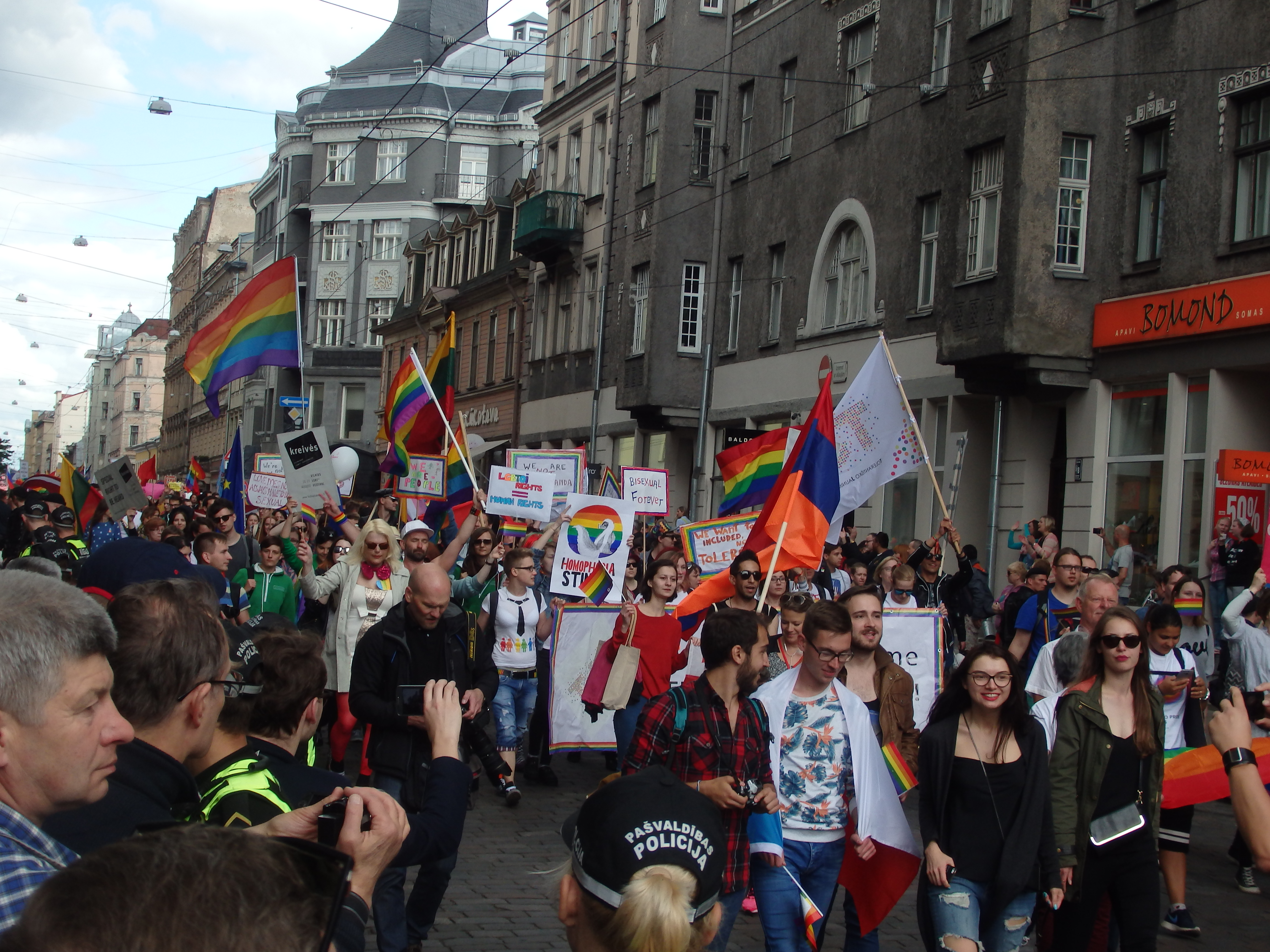
У 2015 році Балтійський прайд долучився до загальноєвропейського фестивалю «Європрайд»

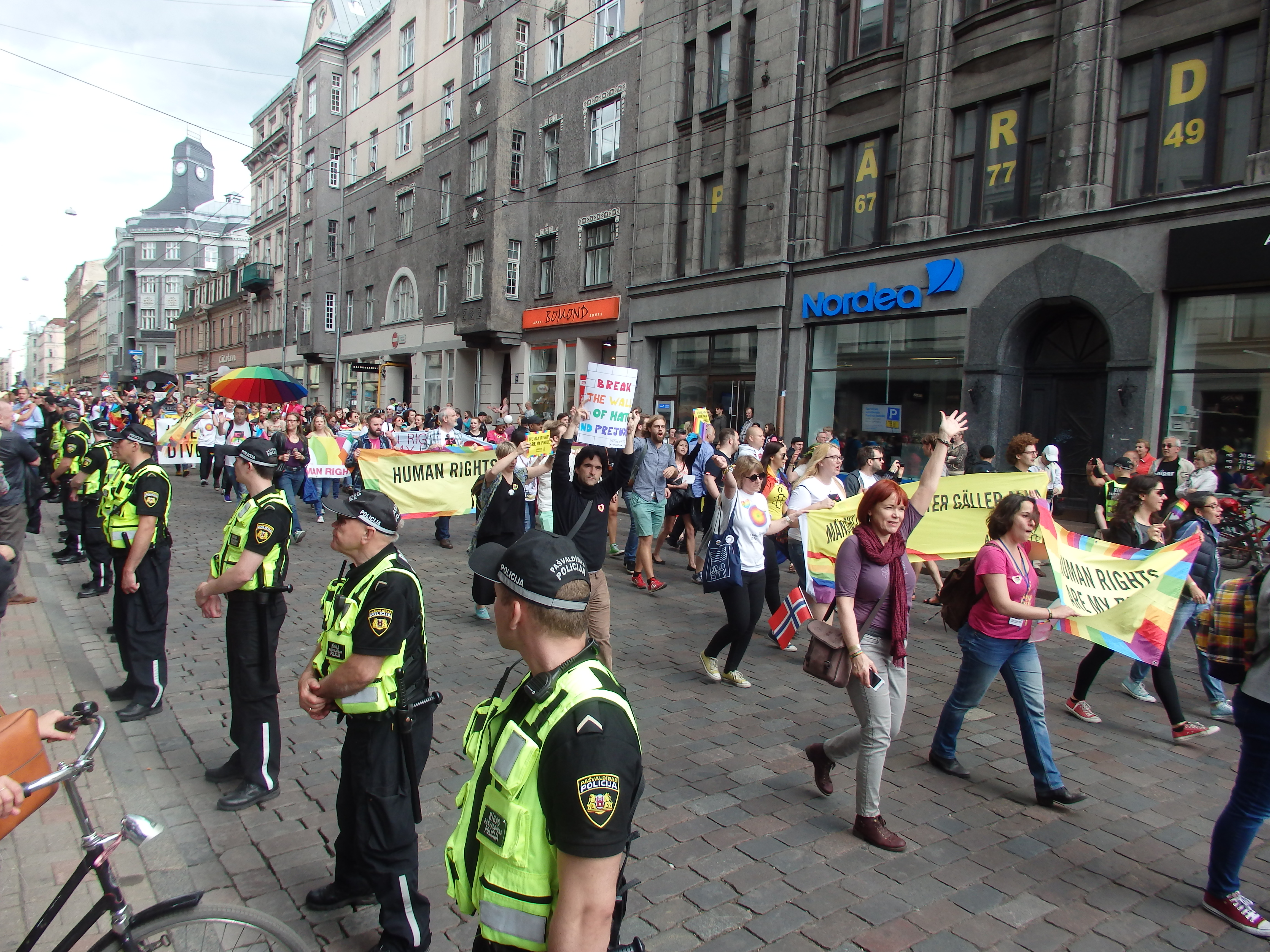
Хода під час Балтійського прайду 2015 року

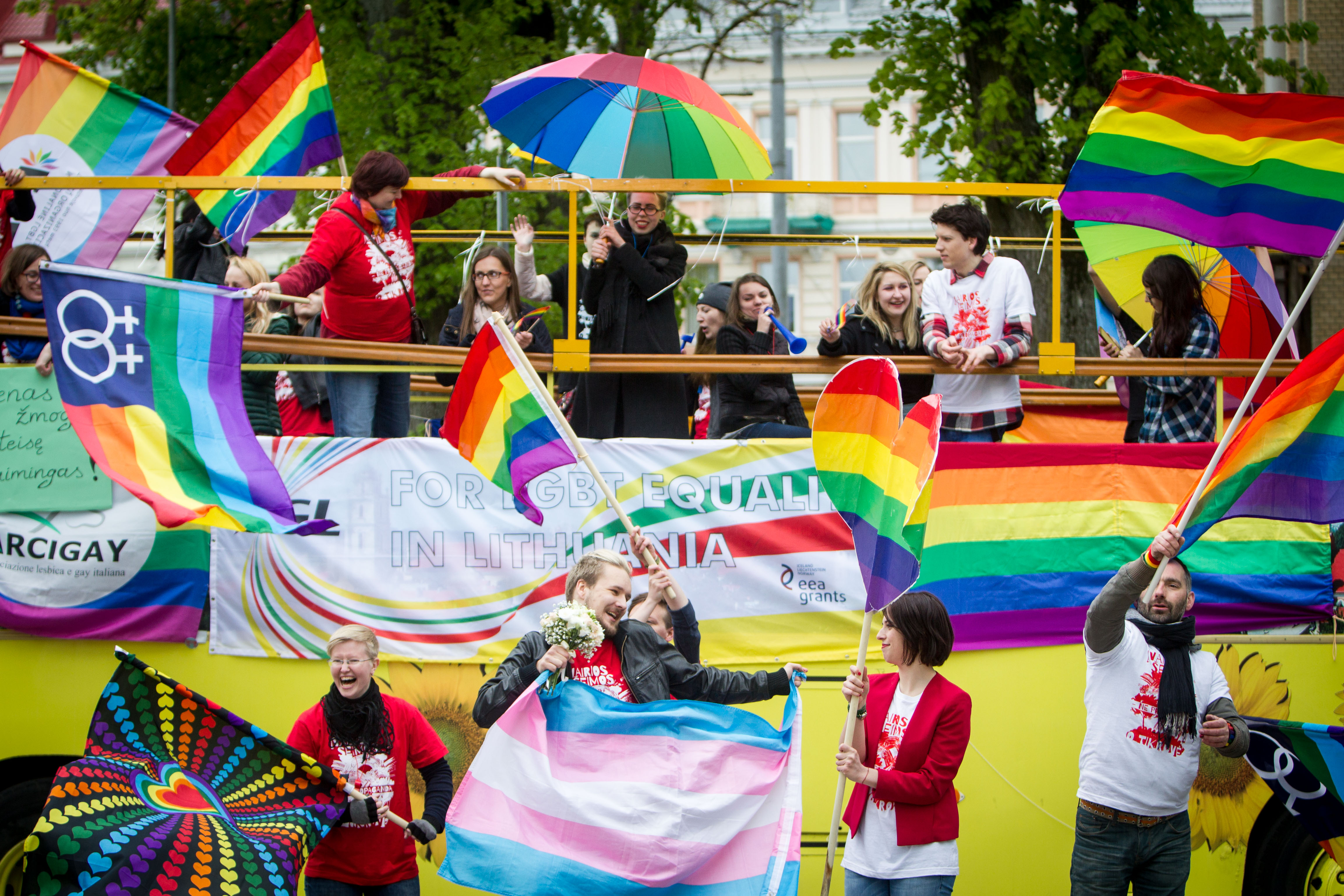
Веселкова платформа організації LGL під час IDAHOT-2015 у Вільнюсі

На загальних зборах 2013 року міжнародної неприбуткової організації «European Pride Organisers Association» було вирішено, що черговим місцем проведення Європрайду стане у 2015 році Рига — перша столиця колишньої республіки СРСР, яка взялась через 25 років незалежності країни за організацію загальноєвропейського тижня гордості ЛГБТ.
У травні 2014 року в Ризі проведено опитування загального населення про те, наскільки прийнятною є для респондентів різного типу соціальна дистанція до певних соціальних груп, зокрема гомосексуалів. 38,5 % обрали стосовно гомосексуальних людей варіант «Не слід допускати в країну» — ці результати свідчать про значно гірше ставлення до ЛГБТ, ніж до інших соціально-несхвалюваних груп (таких як ВІЛ-позитивні, алкогольно-залежні, колишні ув'язнені тощо).
15-21 червня 2015 року Балтійський прайд долучився до фестивалю «Європрайд». Гаслом фестивалю було «Змінювати історію — це круто!» (англ. Changing history is hot). Програма фестивалю включала різноманітні культурні заходи, в тому числі експозицію про ЛГБТ-історію Латвії з початку XX століття, виставку оригіналів живопису Tom of Finland, кінофестиваль «Black Carnation», воркшопи, конференції та ЛГБТ бізнес-форум тощо. Кульмінацією фестивалю став концерт просто неба та ЛГБТ-хода, в якій взяли участь приблизно 5000 людей. Хода відбулась без значних інцидентів (приблизно 40 протестувальників, одне кинуте яйце, три арешти). Окрім місцевої ЛГБТ-спільноти, у фестивалі взяли участь низка неурядових організацій, культурних спілок, парламентарі та представник Міністерства закордонних справ Латвії. Прайд підтримано посольствами США, Нідерландів, Німеччини, авіакомпанією AirBaltic. На організацію прайду також було оголошено 30-денний збір коштів.
Разом з тим, гомофобна паніка, викликана Європрайдом у Ризі, призвела до внесення парламентом Латвії «моральної статті» до Закону про освіту (і відповідні зміни в шкільних програмах), що в свою чергу опустило Латвію на найнижче місце серед країн Європейського союзу у Rainbow Europe Index 2016 року.

### 2016: Вільнюс
Гаслом фестивалю, який відбувся у Вільнюсі 13-19 червня 2016 року, було «Ми — люди, а не пропаганда!» (лит. Mes esame žmonės, ne propaganda!). Гасло привертало увагу до закону про заборону «ЛГБТ-пропаганди» у Литві. Метою фестивалю було ініціювати широку громадську дискусію з регулювання одностатевих відносин у Литві. Програма фестивалю містила культурні та громадські заходи, міжнародну конференцію з прав людини, яка зосередилась на юридичному визнанні одностатевих стосунків. Приблизно 3000 людей відвідали ЛГБТ-ходу від площі Лукішків до парку Бернардинців, яка відбулась без суттєвих інцидентів, адже кількість опонентів не перевищувала 50. Окрім місцевої ЛГБТ-спільноти, у фестивалі взяли участь кілька депутатів Європарламенту, дипломати (зокрема, посол Великої Британії Клер Лоуренс, англ. Claire Lawrence) та литовські політики.
14 червня Міністерство закордонних справ Литовської республіки оприлюднило спільне звернення в підтримку литовської ЛГБТ-спільноти, до якої приєднались представники інших посольств країн, а саме Австрії, Бельгії, Великої Британії, Греції, Данії, Естонії, Ізраїлю, Ірландії, Іспанії, Італії, Канади, Латвії, Люксембургу, Нідерландів, Німеччини, Норвегії, Польщі, Румунії, США, Угорщини, Франції, Чехії та Швеції. У зверненні дипломати також висловили співчуття та підтримку близьким загиблих у теракті в ґей-клубі «Орландо».

### 2017: Таллінн

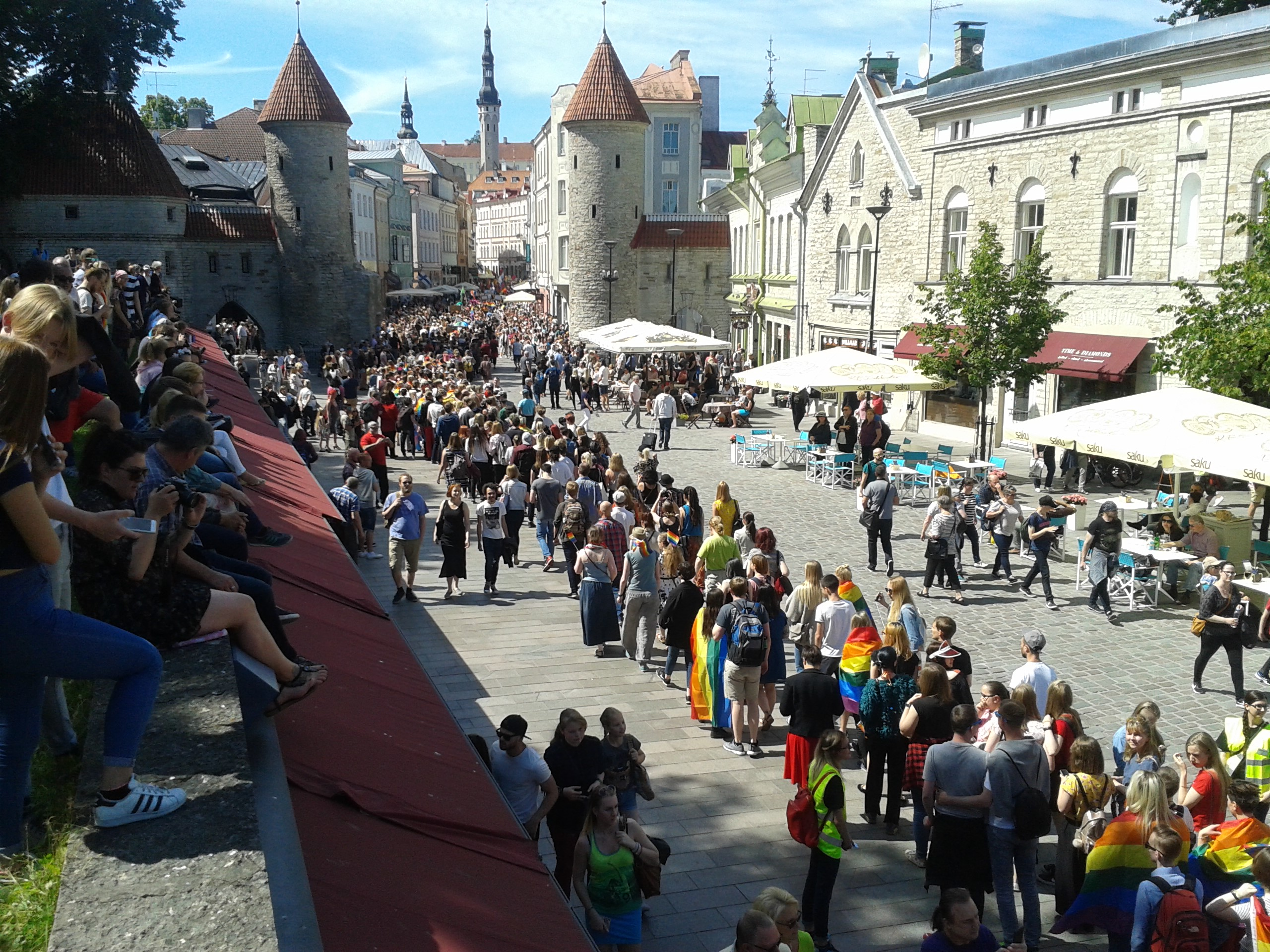
У межах Baltic Pride, який відбувся у 2017 році, пройшов Таллінн-Прайд з приблизно 1800 учасниками

Темою фестивалю, який відбувся у Таллінні 6-9 липня, було гасло «Разом!» (ест. Koos!). На думку організаторів, «це не просто натяк на закон про сімейне партнерство. Це також означає бути разом і діяти разом, але також разом і зустрічати старість». Програма фестивалю включала в себе конференцію «ЛГБТ+ спільнота: разом з минулим, сьогоденням та майбутнім» (в тому числі ворк-шоп «Здоров'я як право людини: Перспектива ЛГБТ+»), пікнік для одностатевих сімей, екскурсія по ЛГБТ+ історії Таллінна, День відкритих дверей в громаді ЛГБТ-християн та пам'ятний захід художниці Анни-Стіни Тревмунд (ест. Anna-Stina Treumund). Крім того, відбувалися семінари, вистави, вечірки та кінопокази (напр., документального фільма «Listen to Me: Untold Stories Beyond Hatred» про життя ЛГБТ+ спільноти у Вірменії). В межах фестивалю в Естонії після майже 10-річної перерви відбулась ЛГБТ-хода, в якій взяли участь близько 1800 людей. Парад у Старому місті Таллінна пройшов без значних інцидентів. Після ходи відбувся концерт просто неба перед кінотеатром «Дружба» (ест. Sõprus).
Фестиваль підтримали посольства кількох країн в Естонії, представництво Європейської комісії в Естонії, Інформаційне бюро Європейського парламенту, Рада міністрів Північних країн, Міністерство закордонних справ Естонії та Евразійська коаліція з чоловічого здоров'я. У спільній заяві підкреслювалось: «Права людини стосуються всіх, незалежно від сексуальної орієнтації, гендерної ідентичності чи гендерної самопрезентації. Дотримуючись цих принципів, держави зобов'язані захищати всіх своїх громадян від насильства та дискримінації та забезпечувати однакове поводження».
Відповідно до результатів моніторингу громадської думки Естонії стосовно ЛГБТ-проблематики у 2017 році серед естономовного населення країни 31 % стикались з гомосексуальними людьми, тоді як серед російськомовного населення 14 % (у 2012 році таких було 22 % та 13 % відповідно). Серед естономовного населення була більша, ніж серед російськомовного частка тих, хто в цілому приймає гомосексуальність. За п'ять років (2012—2017) в суспільстві зросла підтримка гомосексуальності.

### 2018: Рига
Балтійський прайд 2018 року збігся зі 100-річчям Латвійської республіки, на знак чого заходи фестивалю тривали не тиждень, як звичайно, а 100 днів — з 3 березня по 10 червня. Актуальність прайду цього року була зумовлена тим, що за словами Крістіни Ґаріної (латис. Kristīne Garina), голови Мозаїки:
| «Латвія зупинилась чи навіть зробила крок назад у контексті ЛГБТ-прав… Балтійський прайд-2018 дасть потужний сигнал латвійській владі та законодавцям про те, що нинішня ситуація є неприйнятною і що одностатеві пари досі не можуть офіційно зареєструвати свої стосунки, а захисту від дискримінації недостатньо» Оригінальний текст (англ.) «Latvia has stagnated or even taken steps back in terms of LGBT rights… The Baltic Pride 2018 will send a significant signal to Latvian authorities and lawmakers over that the situation is unacceptable and that same-sex couples still have no way of registering their relationships officially, and that furthermore there's not enough protection against discrimination» |
Програма прайду була насичена багатьма культурними подіями в різних місцях Риги, в тому числі у Національній бібліотеці Латвії на відзначення не тільки різноманіття і прав людини, але й незалежності Латвії. Одною з подій тижня, що передував прайд-ході, був семінар, організований Євразійською коаліцією з чоловічого здоров'я та присвячений питанням здоров'я геїв, бісексуалів та інших чоловіків, що практикують секс з чоловіками, а також трансгендерів. Кульмінацією стала публічна хода Старим містом 9 червня 2018 року, яка зібрала понад 8000 учасників і учасниць не тільки із Латвії, але з інших країн світу, серед яких були Литва, Естонія, Швеція, Данія, Німеччина, Канада тощо. Публічну підтримку прайдові висловили також посольства США і Великої Британії.
До заходів фестивалю приєднався великий та малий бізнес — так, колона компанії Accenture брала участь у прайд-ході. Уперше в історії Латвії три політичних партії були представлені у Прайд-парку та йшли разом з іншими учасниками і учасницями ходи. Національні бізнес-ініціативи висловлювали підтримку прайдові у своїй рекламі, деякі кав'ярні пропонували веселкові тістечка, а маленькі пивоварні (парадоксальним чином здебільшого пов'язані з право-радикальними силами) створили спеціальну марку пива «Baltic Pride beer» тощо.

### 2019: Вільнюс
Наприкінці 2018 року НПО «Інститут християнської культури» (лит. Krikščioniškosios kultūros institutas) поширив шляхом поштової розсилки листівки, які твердили, що в Литві зростає «гомосексуальна і транссексуальна пропаганда», а Балтійський прайд 2019 року порушує закон про захист дітей та конституцію країни. Кожному, хто згоден з цим, було запропоновано підписати листівку та відправити її назад. У відповідь Литовський центр прав людини (лит. Lietuvos žmogaus teisių centras) почав кампанію «May God Help You» із закликом наклеїти веселковий стикер на листівку перед її відсилкою до Інституту християнської культури. Разом з тим, литовський Омбудсмен звернувся до Генерального прокурора Литви з вимогою відкрити слідство відносно ініціативи Інституту християнської культури як такої, що мала на меті перешкодити громадянам брати участь у політичному, економічному, соціальному, культурному тощо житті на основі рівності.
Балтійський прайд відбувався з 4 по 9 червня 2019 року. Програма прайд-тижня включала виставку «When the Invisible Becomes Visible» у Paviljonas club, міжнародну конференцію з прав людини (основні спікери: Гелена Даллі (англ. Helena Dalli), міністр європейських відносин та рівності Мальти, Крістіна МакКілві (англ. Christina McKelvie), міністр зі справ старших осіб та рівності Шотландії, ірландський сенатор Девід Норріс (англ. David Norris), Марія Ґолубева (латис. Marija Golubeva), латвійська парламентарка тощо), гала-подію «Pride Voices» у приміщенні Руського драматичного театра Литви, щоденне функціювання Pride House, фестиваль LGBT-фільмів «Kreivės» тощо.
8 червня 2019 року до ходи у межах прайду долучилась рекордна кількість учасників і учасниць: 10000 людей пройшли від парку Бернардинців до площі Лукішків. Офіційним гаслом прайду стало «We are a Family». У прайд-ході брали участь люди інших країн, зокрема Латвії, Естонії, Ізраїлю, Ірландії, Росії, Швеції. До маршу приєднався Ліберальний союз Литви, посольство США, компанія Barclays, гей-клуб Сохо тощо. Під час прайд-ходи не було значних інцидентів.

### 2020: Таллінн
Подію скасовано (24.03.2020) через епідемію COVID-19.

### 2021: Рига
Прайд відбувся 2-7 серпня 2021 року. Слоган заходу «Аж поки не будемо всі рівні» (латис. Līdz visi būsim vienlīdzīgi, англ. Until we are all equal). Зважаючи на епідемію COVID-19, заходи прайду застосували низку обмежень, а більша частина проґрами транслювалась онлайн. Swedbank та Tvnet Group стали головними спонсорами Baltic Pride, іншими спонсорами є Printful, Satori, Hanzas perons, the UN Refugee program тощо. У суботу, 7 серпня, тиждень гордості завершився у Ризі унікальною подією в прямому ефірі «Ваш особливий Балтійський прайд 2021» (латис. Tavs īpašais Baltic Pride 2021). Щоб не збільшувати ризик поширення Covid-19, автобус Baltic Pride проїжджав вулицями Риги маршрутом прайду минулих років, а у другій половині дня на Ганзейській платформі кілька сотень вакцинованих глядачів зібрались на концерт, під час якого було оголошено, що з 2022 року Ризький прайд відбуватиметься щороку, тоді як Балтійський прайд і далі відбуватиметься по черзі в трьох столицях країн Балтії:
| «Найважливіше в Прайді для спільноти ЛГБТ+ — це бути разом і бути помітними. Необхідно звернути увагу на права людини, оскільки останні події та політичні дискусії показують, що вони не є очевидними і можуть легко опинитись під загрозою. Тому, організаторами Baltic Pride є активісти з Латвії, Литви та Естонії, які вирішили, що місцеві прайди відбуватимуться в країнах Балтії щороку. Водночас ми продовжимо традицію і раз на три роки ми будемо зустрічатися на масштабній події, яка об'єднує всіх нас — Baltic Pride», пояснює Каспарс Залітіс, співголова Baltic Pride" Оригінальний текст (латис.) "Praidā svarīgākais ir būšana kopā un LGBT+ kopienas redzamība. Ir jāvērš uzmanība uz cilvēktiesībām, jo pēdējā laika notikumi un politiskās diskusijas rāda, ka tās nav pašsaprotamas un var viegli tikt apdraudētas. Līdz ar to Baltic Pride organizatori no Latvijas, Lietuvas un Igaunijas ir nolēmuši, ka turpmāk katru gadu visās Baltijas valstīs norisināsies vietējie praidi. Vienlaikus turpināsim iesākto tradīciju un reizi trīs gados tiksimies vērienīgā un mūs visus vienojošā notikumā — Baltic Pride, « skaidro Baltic Pride līdzpriekšsēdētājs Kaspars Zālītis» |
Перед тим естонські активісти провели «Місяць страйку гордості» перед парламентом Естонії і окремий велопрайд у Таллінні, під час якого стався напад праворадикальних чоловіків на учасницю заходу.

### 2022: Вільнюс
Прайд відбувся 31 травня — 5 червня 2022 року, а сам Прайд-марш — 4 червня. Гаслом цьогорічного прайду було «За рівність і мир» (лит. Už lygybę ir taiką), зокрема в прайд-марші брала участь українська колона, а зі сцени виступали представники двох українських ЛҐБТ-організацій — «Київ-прайд» і «Харків-прайд» . 
| Рік  | 2009 | 2010 | 2011 | 2012 | 2013 | 2014 | 2015 | 2016 | 2017 | 2018 | 2019  | 2020 | 2021 | 2022 |
| ---- | ---- | ---- | ---- | ---- | ---- | ---- | ---- | ---- | ---- | ---- | ----- | ---- | ---- | ---- |
| Осіб | 600  | 500  | —    | 400  | 1000 | —    | 5000 | 3000 | 1800 | 8000 | 10000 | —    | —    | 4500 |

## Інші події
- ЛГБТ-кінофестиваль «Festheart» у Раквере
- ЛГБТ-колона в ході учасників ювілейного Пісенного свята Естонії 2019 р.
- Каунас-прайд 2021 р. (https://www.delfi.lt/ru/news/live/kaunas-pride-zakonchilsya-18-chelovek-byli-dostavleny-v-otdeleniya-policii.d?id=88109167)
- Тарту-прайд 2022 р. (https://vikervaade.ee/sel-suvel-toimub-pride-tartus/)
- Рига-прайд 2022 р. (https://rus.delfi.lv/news/daily/latvia/v-latvii-i-v-mire-startoval-mesyac-prajda-chto-o-nem-nuzhno-znat.d)

## Прайди в інших країнах Балтійського реґіону
- Польща — Warszawa pride (https://www.paradarownosci.eu/pl/strona-glowna/ [Архівовано 22 березня 2020 у Wayback Machine.])
- Фінляндія — Helsinki pride (https://pride.fi [Архівовано 4 травня 2022 у Wayback Machine.]), інші прайди
- Швеція — Stockholm pride (https://www.stockholmpride.org/in-english/ [Архівовано 18 квітня 2019 у Wayback Machine.])